# Ligier JS P2
Ligier JS P2 — гоночный автомобиль, разработанный и построенный французским производителем Onroak Automotive и названный в партнерстве с бывшим французским гонщиком Ги Лижье . Разработанный для правил Le Mans Prototype 2 (LMP2), он предназначен в качестве второй опции для Morgan LMP2 от Onroak, который участвует в гонках с 2012 года. Помимо того, что это первый автомобиль с закрытым кокпитом, предлагаемый Onroak, это также первый автомобиль, полностью разработанный ими самостоятельно. JS P2 дебютировал в 24 часах Ле-Мана 2014 года и принимал участие в чемпионате мира по гонкам на выносливость FIA, европейской серии Ле-Ман, азиатской серии Ле-Ман и чемпионате IMSA WeatherTech SportsCar .

## Разработка
Первоначально Onroak планировал разработать автомобиль для категории Le Mans Prototype 1, но отказался от этих планов, чтобы сосредоточиться на категории LMP2. Onroak посчитал, что этот дизайн будет востребован в Северной Америке, где закрытые конструкции кабины, которые были обязательными для всех автомобилей LMP1, также были популярным выбором для LMP2 и Daytona Prototypes в новом чемпионате United SportsCar. Поэтому дизайн LMP1 был преобразован в дизайн LMP2 с мерами, принятыми для обеспечения соответствия автомобиля ограничениям по стоимости Automobile Club de l’Ouest (ACO) в LMP2. Автомобиль был спроектирован с учетом возможности использования доступных двигателей LMP2:
версия коленчатого вала с плоским коленчатым валом алюминиевого двигателя Nissan V8 DOHC с 4 клапанами (VK45). атмосферный двигатель HK V8 (вариант BMW S65), и двигатель HPD V6 с двойным турбонаддувом Honda; (HR28TT). Для автомобиля предлагается конструкция спринта с высокой прижимной силой и настройка Ле-Мана с низкой прижимной силой.
Название JS P2 появилось благодаря альянсу между Onroak и партнерством Guy Ligier Équipe Ligier и Automobiles Martini . JS P2 следует схеме наименования Ligier, когда его автомобили были названы в честь французского гонщика Jo Schlesser (JS). Партнерство включало в себя то, что Onroak взял на себя разработку автомобиля Group CN компании Ligier-Martini .

## История гонок
JS P2 начал первоначальные испытания в марте 2014 года. Дебют первых JS P2 был назначен на 24 часа Ле-Мана в июне, где имя Ligier будет участвовать в гонке впервые с тех пор, как Ligier JS2 занял второе место в общем зачете в 1975 году . OAK выставила два автомобиля, один с водителями и двигателем Nissan, а другой с тремя китайскими водителями и силовой установкой Honda. Третий автомобиль был куплен частными лицами Thiriet компанией TDS Racing и также использовал двигатель Nissan. Два Nissan JS P2 хорошо квалифицировались, причем автомобиль TDS занял поул-позицию, а первый автомобиль OAK — третье место. Все три автомобиля завершили 24-часовую гонку на выносливость с TDS на втором и OAK на пятом и седьмом местах в своем классе.
После Ле-Мана TDS Racing провели кампанию на своем Ligier в оставшейся части Европейской серии Ле-Ман, но не смогли финишировать в трех гонках, в которых они участвовали. Тем временем OAK Racing привезли свой Ligier в Соединенные Штаты для двух оставшихся раундов United SportsCar Championship, где Алекс Брандл вывел JS P2 с двигателем Honda на поул-позицию в дебютном заезде на Circuit of the Americas по пути ко второму месту. Автомобиль OAK с двигателем Nissan перешел в FIA World Endurance Championship, где он заработал пять последовательных поул-позиций в пяти оставшихся гонках, а также одержал победы в своем классе на Fuji Speedway и Shanghai International Circuit .
В 2015 году американская команда Krohn Racing приобрела JS P2 для неполного сезона в United SportsCar Championship и полного сезона в European Le Mans Series и станет первой командой, которая будет использовать мощность Judd в Ligier. Michael Shank Racing приобрела JS P2 с двигателем Honda для полной кампании United SportsCar Championship и завоевала поул-позицию на Rolex 24 часа Дайтоны . В 2016 году Extreme Speed Motorsports представила JS P2 в United Sportscar Championship, выиграв как 24 часа Дайтоны 2016 года, так и 12 часов Себринга 2016 года, при этом JS P2 стал первым автомобилем, победившим прототип Daytona в 24 часах, а также команда стала первой, кто выиграл так называемые «36 часов Флориды» с 1998 года.